# Namur Lake 174B
Namur Lake 174B är ett reservat i Kanada.   Det ligger i provinsen Alberta, i den centrala delen av landet, 2 800 km väster om huvudstaden Ottawa. Namur Lake 174B ligger vid sjön Namur Lake.
I omgivningarna runt Namur Lake 174B växer i huvudsak barrskog. Trakten runt Namur Lake 174B är nära nog obefolkad, med mindre än två invånare per kvadratkilometer.